# طبقات النسب
النسب هو الرابطة بين الولد والوالد؛ اعتبر البعض هذه الطبقات ستا، بينما زاد عليها آخرون. وهذه الطبقات من الأكبر إلى الأصغر هي:
1. الشعب، ومثاله قحطان وعدنان
2. القبيلة، ومثاله كهلان، مضر وقضاعه وربيعة
3. العمارة، ومثاله قريش
4. البطن، ومثاله بنو قصي بن كلاب
5. الفخذ، ومثاله بنو هاشم
6. الفصيلة، ومثاله بنو العباس بن عبد المطلب

وقال العلامة محمد بن عبد الرحمن الغرناطي يصف طبقات النسب:

## الشعب
هو الطبقة الأولى، وهو النسب الأبعد، كعدنان بالنسبة للعرب العدنانيين، وقحطان بالنسبة للعرب القحطانيين، سُمّي الشَّعبُ شعباً لأن القبائل تشعبت منه ويجمع على شعوب.

## القبيلة
هي الطبقة الثانية، وهي ما انقسم الشعبُ فيها، كربيعة ومضر، وتسمى جمجمة، والقبيلة هي التي تجمع العمائر، والشعب هو الذي يجمع القبائل، ومتى تقادم الزمان وطالت الأنساب تحولت القبائل إلى شعوب، ففي زمن النبي صَلَّى اللهُ عَلَيْهِ وَآلهِ وَسَلَّم كانت قريش قبيلة النبي صَلَّى اللهُ عَلَيْهِ وآلِهِ وَسَلَّم، وكان مضرُ شعبٌ وربيعةُ شعبٌ، والقبيلة من بين هذه الطبقات هي التي كانوا يجوزون إطلاقها على كل طبقة من طبقات النسب.
القبيلة سُميت بهذا الاسم لإطباق تجمعاتها التي هي العمائر وما دونها على بعضها؛ أخذاً من قبائل الشجرة التي هي فروعها كما في قول الزجاج أو من قبائل الرأس التي هي عظام الجمجمة كما في قول الأكثر؛ وهي أربعة أعظم مشعوبة؛ فكل فلقة من تلك العظام عظام الجمجمة المتشعبة تسمّى قبيلة، وكل قبيلة منها قد قوبلت بالأخرى، فكذلك العمائر والبطون والأفخاذ والعشائر قد تقابلت في الحسّ والمعنى للحميّة والعصبية فكان لها قوة وصلابة كالتي تكون للجمجمة التي هي عصمة للدماغ من التلف، والعرب قد يطلقون على القبيلة اسم الجمجمة، ويريدون من الجمجمة القبيلة العظيمة تفرع منها قبائل اكتفت هذه القبائل المتفرعة بأسمائها دون الانتساب إلى القبيلة الأم، فصارت القبيلة الأم كأنها جسد قائم، وكان كل عضو منها بمثابة الأعضاء البشرية التي قد اكتفت بأسمائها وعرفت بأوصافها، وكأنهم يقولون لمجمل العظم الذي هو عصمة للدماغ جمجمة ومتى أرادوا التبيين والتفصيل سموا كل عظم أي كل قبيلة من عظام الجمجمة أي من قبائلها المشعوبة باسم للتمييز والتوضيح، من جَمْجَمَ الشيءَ إذا لم يبينه، ومثَّلوا لجمجمة بغطفان؛ وهوازن؛ وكنانة؛ وتميم؛ وبكر بن وائل؛ وعبد القيس بن أفصى؛ ومذحج؛ وقضاعة.
والحاصل أن القبيلة هي: مجتمع ينتسب إلى أبٍ واحدٍ غالباً؛ يحامي عن شرف ذلك الأب (النخوة) ويتعصب له، لذلك المجتمع صفات وسلوكيات متحدة يضم تكتلات لها ما للمجتمع الأم من أوصاف وسمات، تعمل هذه التكتلات لصالحها الذي هو صالح المجتمع الأم ولا يتعارض معه في شيء، وتكون هذه التكتلات قائمة بنفسها ذات استقلال ذاتي داخل المجتمع الأمّ، وباختصار نقول هي أكبر تجمع ذو حميّة واحدة وسلوكيات متشابهة في ضمنه تجمعات كلهم نسل أبٍ؛ كما يمكن تعريفها بشكل أفضل بأنها «مؤسسةُ مجتمعٍ طبيعي؛ يتعصّب لأبٍ أعلى في سلسلة النسب المشتركة؛ فذلك المجتمع له صفات وسمات خَلْقيّة وخُلُقِيّة متجانسة ومتشابهة؛ وليست كثرة العدد شرطاً فيه وإنما العصبية» ويفترق البطن أو الفخذ عن القبيلة في أمر واحدٍ وهو التعصب لأبٍ أوسط في سلسلة النسب - كل بحسبه - مقَدّمٌ التعصّبُ إليه على الأبِ الأَعلى؛ وكذلك الحال في الفصيلة/العشيرة حيث يتعصّب فيها إلى أبٍ أدنى أي أقرب؛ وهذه الطبقات حاصلة طبعاً؛ أدرك ذلك من أدركه كالبدو أم لم يدركه أحدٌ كبعض أهل الحضر.
فهل تعتبر الكثرة عند القبيلة؟ أم أيّ شيء يمييز القبيلة وبأي شيء تُعْرف؟ والحق الذي عليه العرب والقدماء أن الكثرة لا اعتبار لها، وإنما العبرة بتلك الصفات التي تميز القبيلة، التي هي حصول الاستقلال لتلك الجماعة، وتوفر العصبية والحميّة بين أفرادها لنسل الأب الجامع، حتى عدَّ العربُ تكتلاتاً صغيرةً جداً قبائلاً؛ فقالوا مثلاً؛ هذه القبيلة لا يزيد عددها عن أربعين رجلاً، وتلك لا يزيدون فيها عن أربعة أو خمسة.

## العِمَارَةُ
هي الطبقة الثالثة، وهي ما انقسم فيه أنساب القبيلة، كقريش وكنانة، ويجمع على عمائر وعمارات، والعمارة هي التي تجمع البطون، والذي يجمع العمارة هو القبيلة، قال في لسان العرب: والعِمَارة والعَمارةُ: أَصغر من القبـيلة، وقـيل: هو الحيُّ العظيم الذي يقوم بنفسه، ينفرد بِظَعْنِها وإِقامتها ونُـجْعَتِها، وهي من الإِنسان الصدر، سُمِّي الحيُّ العظيم عِمَارة بعِمارة الصدر، وجمعها عَمائر.. قال الجوهري: والعَمَارة القبـيلة والعشيرة.. وفي الحديث: أَنه كتب لِعَمَائر كَلْب وأَحْلافها كتاباً؛ العَمَائرُ: جمع عَمارة، بالكسر والفتح، فمن فتح فَلالْتفاف بعضهم على بعض كالعَمارة العِمامة، ومن كسر فلأَن بهم عمارةَ الأَرض، وهي فوق البَطْن من القبائل، أَولها الشَّعْب؛ ثم القبـيلة؛ ثم العَمارة؛ ثم البَطْن؛ ثم الفَخْذ.
ومثلوا لها بالنسبة للعمود النبوي بمضر، فكان مضر قبيلة فانقسم إلى خندف وقيس ثم انقسم بنو خندف إلى عمائر مثل قريش، وكنانة، وتميم، وأسد، وهذيل، وهذا المثال قبل أن تصير قريش وكنانة وتميم وأسد وهذيل قبائلاً، أمّا في زمن النبوّة فقد كانت كلها قبائل.

## البَطْنُ
وهو الطبقة الرابعة من طبقات النسب، وجمعه بطون، وهو: ما انقسم فيه أنساب العمارة، وهو الذي يجمع الأفخاذ حيث تلتقي عنده ويجمع البطون العمارة، قال في لسان العرب: والبَطْنُ: دون القبـيلة، وقيل: هو دون الفَخِذِ وفوق العِمارة، مُذَكَّر، والجمع أَبْطُنٌ وبُطُونٌ. وفي حديث عليّ: كَتَب على كلِّ بَطْنِ عُقولَه؛ قال: البَطْنُ ما دون القبـيلة وفوق الفخِذ أَي كَتَبَ عليهم ما تَغْرَمُه العاقلة من الدِّيات فبَـيَّن ما على قوم منها.انتهى
ومثلوا له بقريش، فقد كان عمارة فانقسم إلى بطون وهي : بنو قصي بن كلاب بن مرة بن كعب بن لؤي، وبني مخزوم بن يقظة بن مرة بن كعب وبني تيم بن مرة بن كعب، وبني عدي بن كعب، وكل تلك إنما هي أمثال ضربوها لتقريب الفهم، أما قريش وهو النضر بن كنانة فقد كان في الزمن الذي كان فيه النبي صَلَّى اللهُ عَلَيْه وآلِهِ وسَلَّم والذي فيه هاشم قبيلة في عرف الناس ولا شك، وكانت هذه البطون الثلاثة التي عددناها عمائر.

## الفَخْذُ
جعله بعض النساب الطبقة الخامسة من طبقات النسب، وعرّفوه بأنه الذي تنقسم فيه أنساب البطن، وأنه الذي يجمع الفصائل ويجمع الأفخاذَ البطنُ، فالفخذ أسفل البطن، قال في لسان العرب : «وفَخِذُ الرجلِ : نَفَرُهُ مِن حَيِّهِ الذين هم أَقرب عشيرته إِليه، والجمع كالجمع وهو أَقل من البطن، وأَولها الشَّعْبُ، ثم القبيلة ثم الفَصِيلة ثم العِمَارة ثم البَطْن، ثم الفخذ ؛ قال ابن الكلبي: الشَّعْبُ أَكبر من القبـيلة ثم القبـيلة، ثم العِمارة، ثم البطن، ثم الفَخِذُ. قال أَبو منصور : والفصيلة أَقرب من الفخذ، وهي القطعة من أَعضاء الجسد».انتهى
ومثلوا للأفخاذ بالنسبة للعمود النبويّ ؛ كآل عبد مناف بطن انقسم إلى أفخاذ وهي : بني هاشم، بني عبد شمس، وبني المطلب، وبني نوفل.

## العَشِيْرَةُ
قال ابن دريد في جمهرة اللغة: «عشيرة الرجل بنو أبيه الأدنون الذين يعاشرونه، وهكذا ذكر أصحاب المغازي أن النبي صَلَّى اللهُ عَلَيْهِ وَآلهِ وَسَلَّم لما أنزل عليه ((وأنذر عشيرتك الأقربين)) قام فنادى يا بني عبد مناف ! وعشير الرجل ؛ امرأته التي تعاشره في بيته وهو عشيرها أيضا»، قال في لسان العرب: وعَشِيرَة الرجل : بنو أَبيه الأَدنونَ، وقيل : هم القبـيلة، والجمع عَشَائر.
والشيعة الجعفرية يريدون من العشيرة بني هاشم، لحديث أنّ النبي صَلَّى اللهُ عَلَيْه وآلِهِ وسَلَّم أمر علي كرّم اللهُ وجهه وقد كان يخدمه أن يدعو له بني هاشم وأن يصنع لهم وليمة وأن يسقيهم ذلك حين نزلت آية العشيرة، وهذا موافق لما عند ابن الكلبي إمام أهل النسب الذي يرى أن العشيرة هي رهط الرجل، وبعض أهل السنة يريدون من العشيرة آل عبد مناف بن قصي لأنّ النبي صَلَّى اللهُ عَلَيْه وآلِهِ وسَلَّم وقف في النداء عندهم.
ويُروى أنّ معاوية بن أبي سفيان قام يوماً على المنبر فقال: أيُّها الناس! إنَّ اللهَ فضّل قريشاً بثلاث فقال لنبيه: ((وأنذر عشيرتك الأقربين))؛ ونحن عشيرته الأقربون، وقال: ((وَإِنَّهُ لَذِكْرٌ لَكَ وَلِقَوْمِكَ وَسَوْفَ تُسْأَلُونَ)) الزخرف: 44 ونحن قومه، وقال: ((لِإِيلَافِ قُرَيْشٍ (1) إِيلَافِهِمْ رِحْلَةَ الشِّتَاءِ وَالصَّيْفِ)) قريش: 1 - 2 ؛ ونحن قريش.
فقام رجلٌ من الأنصار فقال له : على رسْلك يا معاوية ! فإنّ الله قال : ((وَكَذَّبَ بِهِ قَوْمُكَ)) الأنعام: 66 ؛ وأنتم قومه، وقال : ((وَلَمَّا ضُرِبَ ابْنُ مَرْيَمَ مَثَلًا إِذَا قَوْمُكَ مِنْهُ يَصِدُّونَ)) الزخرف: 57 ؛ وأنتم قومه، وقال : ((وَقَالَ الرَّسُولُ يَا رَبِّ إِنَّ قَوْمِي اتَّخَذُوا هَذَا الْقُرْآَنَ مَهْجُورًا)) الفرقان: 30 وأنتم قومه، ثلاثة بثلاثة ولو زدتنا لزدناك، فأفحمه.
والحقّ إنْ شاء الله أنّ العشيرة اسم واقع عليهما، وكان مقصود الأنصاريّ أنْ يقول لمعاوية: نعم صدقتَ أنك من قومه، ولكنك من قومه الذين كذبوه وآذوه، فقصده كان الإفحام ولم يكن مقصوده أن يبطل قرابة عامة قريش بالنبي صَلَّى اللهُ عَلَيْه وآلِهِ وسَلَّم، ولا يمنع من أن يراد بهما هؤلاء أو هؤلاء مع عدم الاختلاف في كون آل هاشم هم أقرب الناس إليه ؛ وهم الذين فَضَّلهم اللهُ على سائر قريش ؛ وهم المرادون من النـزول الأول لآية حين نزلت بلفظ ((وَأَنْذِرْ عَشِيْرَتَكَ الأَقْرَبِيْنَ، وَرَهْطَكَ مِنْهُم المخُلَصِيْنَ)) ثم نسخ الجزء الأخير من الآية التي نزلت في حال كون الدعوة بين بني هاشم، ليبقى الجزء الأول منها حين الجهر بالدعوة ليدل على أن مصطلح العشيرة يجوز فيما بين هاشم إلى النضر بن كنانة، فهو لفظ يشترك بين هذه الطبقات كالقبيلة، فيكون المراد به قريش في مقابل بقية العرب، وأمَّا الرهط: وهو ليس من الطبقات، وإنما هو عبارة عن جماعة ذات صفة معينة، بمعنى أنهم أقرب الناس إلى الرجل، وأخص الناس به، كبني هاشم بالنسبة للنبي صَلَّى اللهُ عَلَيْه وآلِهِ وسَلَّم، فهو بالنسبة له يجمع فصائل آل هاشم الذين هم آل أبي طالب، وآل العباس، وآل الحارث، وآل حمزة، وآل أبي لهب.
والحاصل أن الرهط والعشيرة سيَّان كما هو مذهب ابن الكلبيّ وكما هو مذهب أهل اللغة، قال في لسان العرب : رَهْطُ الرجلِ : قومُه وقبيلته. يقال : هم رَهْطه دِنْـية، والرَّهْطُ : عدد يجمع من ثلاثة إِلى عشرة، وبعض يقول من سبعة إِلى عشرة، وما دون السبعة إِلى الثلاثة نَفَرٌ.. قال أَبو منصور : وإِذا قيل بنو فلان رَهْط فلان فهو ذو قَرَابَتِهِ الأَدْنَوْنَ، والفَصِيلةُ أَقربُ من ذلك.. والرهط ؛ عَشِيرة الرجل وأَهلُه، وقيل : الرهطُ من الرجال ما دون العشرة، وقيل : إِلى الأَربعين ولا يكون فيهم امرأَة، وما قالوه عن العشيرة وعن الرهط أنهما قبيلة الرجل فهذا كما أسلفنا وقلنا أن القبيلة مما تتجوّز فيه العرب وتطلقه على جميع الطبقات، قال في اللسان : والمَعْشَر ؛ والنَّفَر ؛ والقَوْم ؛ والرَّهْط معناهم : الجمع، لا واحد لهم من لفظهم، للرجال دون النساء، وكما قال في تحفة الأحوذي عن العترة، قال : «قال التوربشتي: عترة الرجل أهل بيته ورهطه الأدنون، ولاستعمالهم العترة على أنحاء كثيرة بينها رسول الله بقوله : أهل بيتي. ليعلم أنه أراد بذلك نسله وعصابته الأدنين وأزواجه» فهذه الألفاظ مثلها كذلك.

## الفَصِيْلَةُ
عدها بعض النساب الطبقة السادسة من طبقات النسب، وعرفوها بأنها ما انقسم فيه أنساب الفخذ، ومثلوها بالركبة التي تنفصل من الفخذ، فالفصائل هم الأحياء جمع حَي، حيثوا انفصلوا من الأفخاذ، كحال آل العباس ؛ وآل أبي طالب ؛ وآل أبي لهب؛ وغيرهم من أولاد عبد المطلب بن هاشم مع النبي صَلَّى اللهُ عَلَيْهِ وآلِهِ وَسَلَّم، فكل واحد من أولئك يقال فيه أنه حيّ مِن أحياء هاشم بن عبد مناف، واستثنى الشارع آل عليّ بن أبي طالب من فاطمة الزهراء، فهم مع كونهم فصيلة فَهُم أهلُ بيتٍ؛ وعترةٌ ؛ ونسلٌ ؛ وعصوبةٌ.

## الأُسْرَةُ
خير تعريف يقرب معناها أن يقال فيها إنهم أهل البيت، الذين يحرم على ربِّ البيت أو ربِّ الأسرة نكاحهم، وهل الزوجة من الأسرة بالتبع لا عن الأصالة أم منها بالأصالة؟ كل محتمل صحيح والأول أصح.
والحاصل أن هذه الطبقات وتتميز عن بعضها عنوة لا عن اختيار عند الشدائد والنكبات والجوائح، فنجد طبقات النسب تترتب على هذا النمط في التفاف أفراد القبيلة حول الفرد وبتعصب كل بني أب إلى أبيهم وبانضمامهم إلى بعضهم دون بني عمهم، فكلما كانت جماعة هي أقرب من غيرها كانت في العادة هي الأخص بالفرد، والأكثر حمية وغيرة له، وأشد دفاعاً عنه، وأكثرهم استماتة في سبيل نصرته، فالناس أبناء الجد الواحد يتشكلون هكذا تلقائياً في الأمور المهمة ؛ وبالتالي تتبين لنا تلك المفاصل في جسم القبيلة، وبالتالي نعرف الخاص والأخص؛ فالاعتضاد بالعشيرة/القبيلة والتكثّر بها يكون وفق درجات بحسب القُرْب، وعلى قدر ذلك القرب يكون الولاء والوفاء، وعلى قدر البعد يكون البراء والجفاء، وهذا أمر مسلمٌ جداً ولا نعرف فيه خلافاً.
قال المؤرخ جواد علي:«وجرثومة العصبية، العصبية للدم، وأقرب دم إلى الإنسان هو دم أسرته، وعلى رأسها الأبوان والأخوة والأخوات ثم الأبعد فالأبعد، حتى تصل إلى العصبية للقبيلة، ولهذا تكون شدة العصبية وقوتها تابعة لدرجة قرب الدم والنسب وبعدهما، فإذا ما حل حادث بإنسان فعلى أقرب الناس دماً إليه أنْ يهبَّ لاسعافه والأخذ بالثأر ممن ألحق الأذى بقريبه، ولهذا صارت درجات العصبية متفاوتة بحسب تفاوت الدم ومنازل النسب».
وهذا تماماً الذي حصل مع النبي صَلَّى اللهُ عَلَيْه وآلِهِ وسَلَّم، فكان أشد الناس التفافاً حوله، وأصدقهم إيماناً به قرابته الأدنون الذين هم بنو هاشم بن عبد مناف دون بقية عشيرته/قريش، وكان التالي لهاشم بن عبد مناف بقية آل عبد مناف بن قصي وهم آل المطلب بن عبد مناف، وخذله بنو عبد شمس وبنو نوفل ابنا عبد مناف بن قصي وكذبوه واستبدلوا القرابة بالأبعدين.
وكان النويري قد زاد الجذم ثم الجماهير قبل الشعوب، وهي زيادة ليست بلازمة، وزاد نشوان الحميري الجيل بين الفخذ والفصيل وليس بجيد، والجِذْم؛ هو الأصل والجرثومة.